# Лорелс (Техас)
Лорелс (англ. Laureles) — переписна місцевість (CDP) в США, в окрузі Камерон штату Техас. Населення — 4111 особа (2020).

## Географія
Лорелс розташований за координатами 26°7′11″ пн. ш. 97°29′21″ зх. д. / 26.11972° пн. ш. 97.48917° зх. д. (26.119704, -97.489180).  За даними Бюро перепису населення США в 2010 році переписна місцевість мала площу 12,51 км², з яких 12,43 км² — суходіл та 0,08 км² — водойми.

## Демографія
Згідно з переписом 2010 року, у переписній місцевості мешкали 3692 особи в 914 домогосподарствах у складі 811 родини. Густота населення становила 295 осіб/км².  Було 981 помешкання (78/км²).
Расовий склад населення:
| - 79,6 % — білих - 0,6 % — корінних американців - 0,1 % — чорних або афроамериканців - 18,3 % — осіб інших рас |

До двох чи більше рас належало 1,4 %. Частка іспаномовних становила 96,5 % від усіх жителів.
За віковим діапазоном населення розподілялося таким чином: 37,1 % — особи молодші 18 років, 57,1 % — особи у віці 18—64 років, 5,8 % — особи у віці 65 років та старші. Медіана віку мешканця становила 26,2 року. На 100 осіб жіночої статі у переписній місцевості припадало 92,9 чоловіків;  на 100 жінок у віці від 18 років та старших — 90,2 чоловіків також старших 18 років.
Середній дохід на одне домашнє господарство  становив 38 143 долари США (медіана — 24 432), а середній дохід на одну сім'ю — 38 024 долари (медіана — 25 169). Медіана доходів становила 24 183 долари для чоловіків та 16 345 доларів для жінок. За межею бідності перебувало 47,9 % осіб, у тому числі 59,4 % дітей у віці до 18 років та 41,3 % осіб у віці 65 років та старших.
Цивільне працевлаштоване населення становило 1752 особи. Основні галузі зайнятості: роздрібна торгівля — 28,1 %, освіта, охорона здоров'я та соціальна допомога — 27,5 %, будівництво — 9,1 %, науковці, спеціалісти, менеджери — 7,0 %.